# Petřiny (stanice metra)
Petřiny (zkratka PE) jsou stanice metra v Praze na lince A na úseku V.A. Počátkem března 2015 byla společně se stanicemi Bořislavka, Nádraží Veleslavín a Nemocnice Motol uvedena do ověřovacího provozu, v provozu je od 6. dubna 2015. Je jednou z nejhlouběji uložených stanic v Praze.

## Charakter stanice

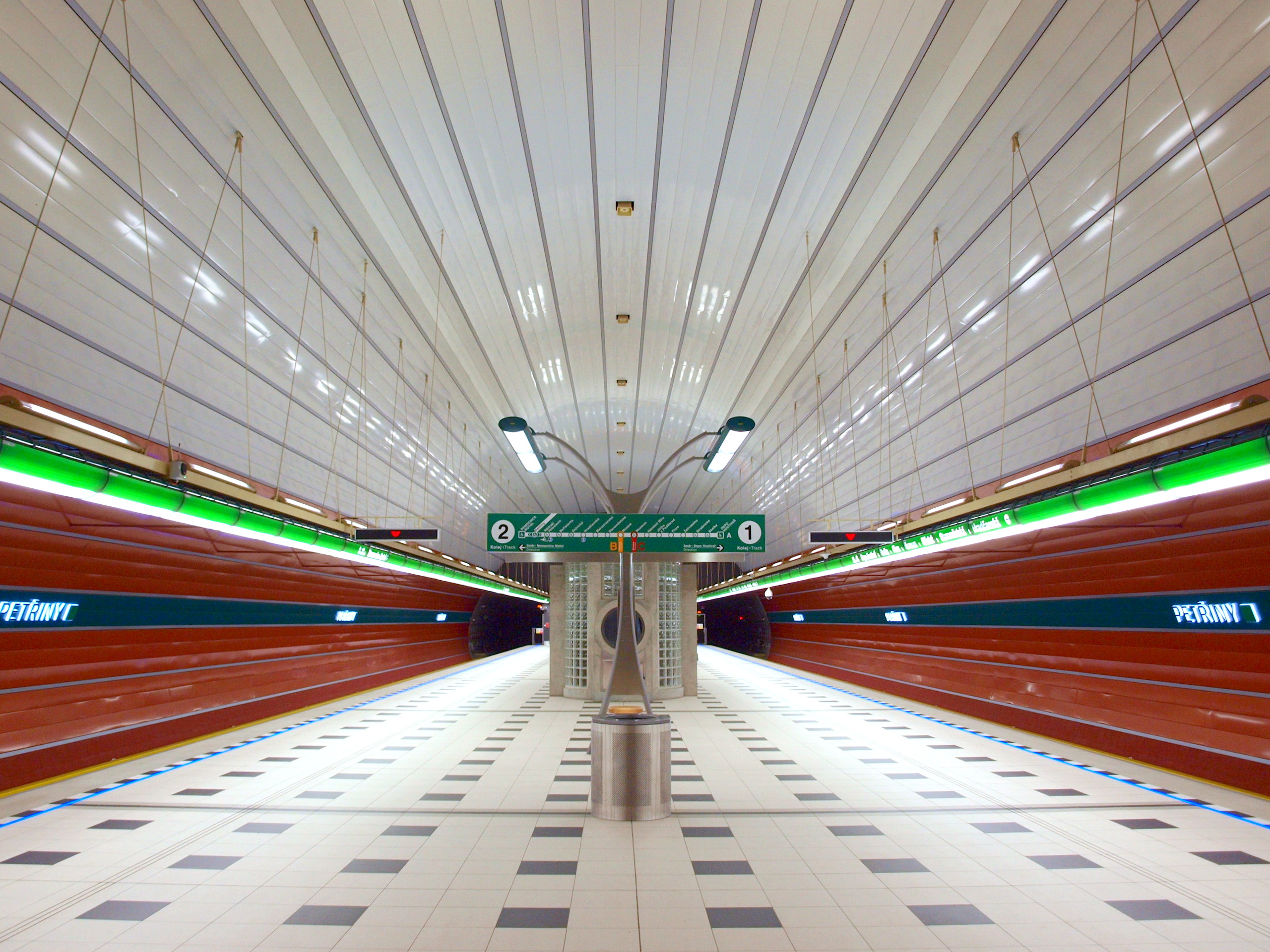
Nástupiště stanice Petřiny

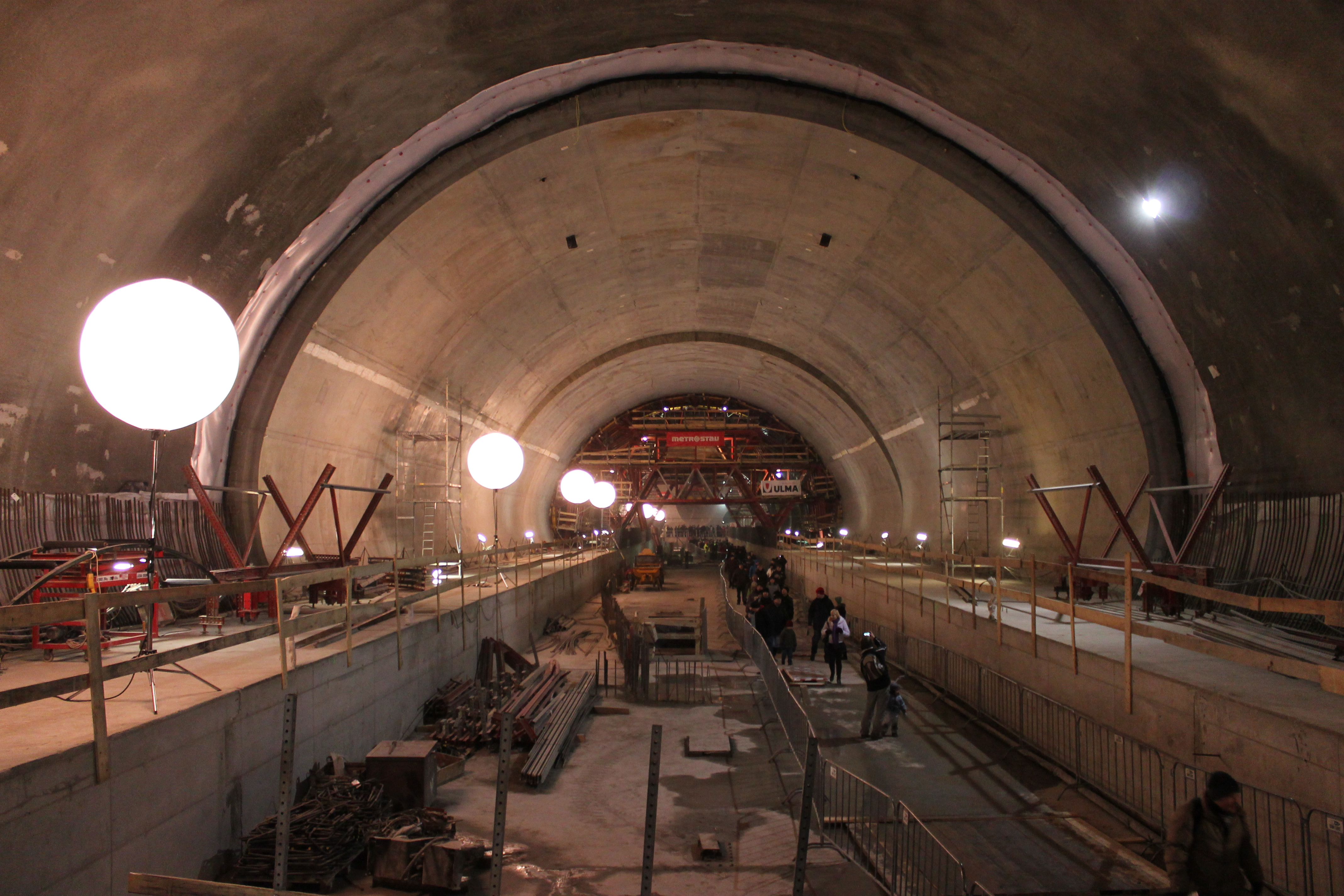
Stanice metra ve výstavbě, den otevřených dveří 19. 1. 2013

Stanice Petřiny se nachází pod Brunclíkovou ulicí se středem přibližně v prodloužení ulice Fajmanové. Stanice je navržena jako ražená, 37,6 m pod úrovní terénu, s jedním povrchovým vestibulem nacházejícím se před křižovatkou s ulicí Na Petřinách (vazba na obchodně společenské centrum Petřin).
Zvláštností této stanice je také stanoviště pro dozorčí stanice s kruhovým oknem, které je proto nazýváno „ponorka“.
Projekt stanice vznikl v kancelářích Metroprojektu, autorem je architekt Jiří Pešata.

## Možnost dočasného ukončení metra A ve stanici
Dlouhý přímý úsek a sklonové poměry traťových tunelů ve směru ke stanici Nemocnice Motol umožnily stanici Petřiny realizovat případně jako dočasně koncovou (v rámci etapizace výstavby). Za stanicí směrem na Nemocnici Motol byly původně navrženy obratové a odstavné koleje v klasickém čtyřkolejném uspořádání. Následně však bylo uspořádání změněno na tříkolejné. Za obratovým tunelem pak nachází zázemí vzduchotechniky. Středový tunel sloužil během výstavby stanice jako přístupový; dále za ním se nacházela štola Markéta, která umožňovala přístup techniky směrem z Břevnova, která byla po dokončení stanice zasypána.